# Antrocephalus nasutus
Antrocephalus nasutus is een vliesvleugelig insect uit de familie bronswespen (Chalcididae). De wetenschappelijke naam is voor het eerst geldig gepubliceerd in 1868 door Holmgren.